# Friedrich Pinter
Friedrich Pinter (Villach, 22 de febrero de 1978) es un deportista austríaco que compitió en biatlón. Ganó una medalla de bronce en el Campeonato Mundial de Biatlón de 2005, en la prueba por relevos.

## Palmarés internacional
| Campeonato Mundial | Campeonato Mundial   | Campeonato Mundial | Campeonato Mundial |
| Año                | Lugar                | Medalla            | Prueba             |
| ------------------ | -------------------- | ------------------ | ------------------ |
| 2005               | Hochfilzen (Austria) | Medalla de bronce  | Relevos            |